# Zeeshan Maqsood
Zeeshan Maqsood (* 24. Oktober 1987 in Chichawatni, Pakistan) ist ein omanischer Cricketspieler, der seit 2012 für die omanische Nationalmannschaft spielt.

## Aktive Karriere
Maqsood gab sein Debüt in der Nationalmannschaft im Juli 2015 beim ICC World Twenty20 Qualifier 2015 gegen Afghanistan. In der Twenty20-Serie gegen Hongkong im November gelangen ihm 3 Wickets für 22 Runs. Bei der Qualifikation für den Asia Cup 2016 erreichte er ein Fifty über 52 Runs gegen Afghanistan. In der Folge übernahm er die Kapitänsrolle des omanischen Teams. Sein ODI-Debüt gab er im April 2019 beim Finale der ICC World Cricket League Division Two 2019 gegen Namibia. Bei einem heimischen Fünf-Nationen-Turnier im Oktober 2019 erreichte er gegen die Niederlande 4 Wickets für 7 Runs. Beim darauf folgenden ICC Men’s T20 World Cup Qualifier 2019 gelangen ihm gegen Kanada drei Wickets (3/25) und gegen Jersey ein Fifty über 56 Runs. Bei dem Turnier führte er das Team zur Qualifikation für die Weltmeisterschaft. 
Während eines heimischen heimischen Drei-Nationen-Turniers gelangen ihm gegen die Vereinigten Arabischen Emirate vier Wickets (4/15). Einen Monat darauf, erzielte er bei einem Turnier in Nepal drei Wickets (3/30) und ein Fifty (68* Runs) gegen den Gastgeber und dann ein Century über 109 Runs aus 109 Bällen gegen die Vereinigten Staaten. Nach der Pause auf Grund der COVID-19-Pandemie erreichte er im September 2021 in zwei heimischen Drei-Nationen-Turnieren erst ein Fifty (53 Runs) gegen die Vereinigten Staaten und dann vier Wickets (4/28) gegen Papua-Neuguinea. Für letzteres wurde er als Spieler des Spiels ausgezeichnet. Beim darauf folgenden ICC Men’s T20 World Cup 2021 gelangen ihm gegen Papua-Neuguinea 4 Wickets für 20 Runs und auch hier wurde er beim Sieg des omanischen Teams ausgezeichnet. Es sollte jedoch der einzige Sieg bei diesem Turnier unter seiner Führung bleiben. Daraufhin reiste er mit dem Team nach Namibia, wo ihm zunächst drei Wickets (3/30) und ein Fifty (58 Runs) gelangen, bevor er ein weiteres Mal drei Wickets (3/45) erreichte. Beim ICC Men’s T20 World Cup Global Qualifier Group A 2022 erreichte er ein Fifty über 76* Runs gegen Kanada, verpasste jedoch mit dem Team die Weltmeisterschafts-Qualifikation. Bei einem Drei-Nationen-Turnier in den Vereinigten Arabischen Emiraten erreichte er ein Fifty (52) gegen Papua-Neuguinea. Dem folgte ein weiteres Drei-Nationen-Turnier in den Vereinigten Staaten, wo er gegen Nepal zunächst ein Century (104* Runs aus 126 Bällen) und drei Wickets (3/37) und später ein weiteres Fifty (52 Runs) erreichte, sowie gegen den Gastgeber 4 Wickets für 39 Runs.
Während eines heimischen Vier-Nationen-Turniers erreichte er gegen Bahrein ein Century über 102* Runs aus 44 Bällen und ein weiteres Fifty (54 Runs) gegen Kanada. Beim ACC Men’s Premier Cup 2023 erreichte er im Halbfinale gegen die Vereinigten Arabischen Emirate vier Wickets (4/32). Daraufhin folgte der ICC Cricket World Cup Qualifier 2023, wo er beim Sieg gegen Irland ein Fifty über 59 Runs erreichte und ausgezeichnet wurde, jedoch die Qualifikation für die Weltmeisterschaft mit dem Team verpasste. Anders war dies bei der asiatischen Qualifikation für die Twenty20-Weltmeisterschaft im November, als er gegen Malaysia 56* Runs erzielte und mit dem Team die Qualifikation sicherte. Beim ACC Men’s Premier Cup 2024 erreichte er 4 Wickets für 29 Runs gegen Kuwait und wurde dafür als Spieler des Spiels ausgezeichnet. Er war auch Teil des Kaders für den ICC Men’s T20 World Cup 2024, wurde jedoch als Kapitän von Aqib Ilyas ersetzt. Beim Turnier konnte er als beste Leistung 22 Runs gegen Namibia erzielen.